# Мезосфера
Мезосфера (від грец. μέσος — середній і σφαίρα — куля) — шар атмосфери між стратосферою та термосферою на висотах 50—80 км. Характеризується зниженням температури від 0° до –90°С.
Головним енергетичним процесом у мезосфері є поглинання сонячного випромінювання озоном, вуглекислим газом, водяною парою та розсіювання ультрафіолетового випромінювання молекулами кисню. 
У верхніх шарах мезосфери завершує свій шлях більшість метеорних тіл. Там же іноді спостерігається досить рідкісне явище — сріблясті хмари — утворення яких залишається не до кінця зрозумілим.

## Дослідження
Дослідження мезосфери за допомогою літальних апаратів пов'язано зі значними труднощами: повітря надто розріджене для того, щоб утримувати аеростати чи літаки, у той же час для штучних супутників повітря надто густе, щоб рух на такій низькій орбіті був можливим. Практично єдиним засобом безпосереднього (не дистанційного) дослідження мезосфери залишаються метеорологічні ракети, що рухаються суборбітальними траєкторіями.